# AL-KO
AL-KO (офіційна назва – AL-KO SE, до 2022 року – AL-KO Kober SE) – це міжнародна група компаній, виробник та постачальник у галузі садових інструментів та автомобілебудування. Штаб-квартира AL-KO розташована в Кеці, Баварія, Німеччина. Компанію 1931 року заснував слюсар Алоїс Кобер, як сімейний бізнес. Нині в AL-KO працює близько 2600 співробітників у більш ніж 30 філіях по всьому світу. 2019 року оборот компанії склав близько 500 мільйонів євро.
Також у Кеці розташований колишній автомобільний підрозділ AL-KO, який з 2016 року входить до складу американської компанії DexKo Global під назвою AL-KO Vehicle Technology. Бренд AL-KO використовується обома компаніями.
2017 року спадкоємці сімейного бізнесу AL-KO в третьому поколінні Раймонд та Штефан Кобери разом із засновником компанії Cancom Клаусом Вайнманном заснували в Мюнхені холдингову компанію Primepulse SE для об'єднання своєї підприємницької діяльності. Відтоді AL-KO є частиною Primepulse. Річний оборот Primepulse становить понад €1 млрд, і в холдингу працює близько 5 тисяч людей по всьому світу.
До 2022 року до складу AL-KO також входив підрозділ з виробництва вентиляційного обладнання AL-KO Air Technology, який було продано американській компанії Trane Technologies. Проте бренд AL-KO Air Technology лишився у використанні.

## Історія AL-KO

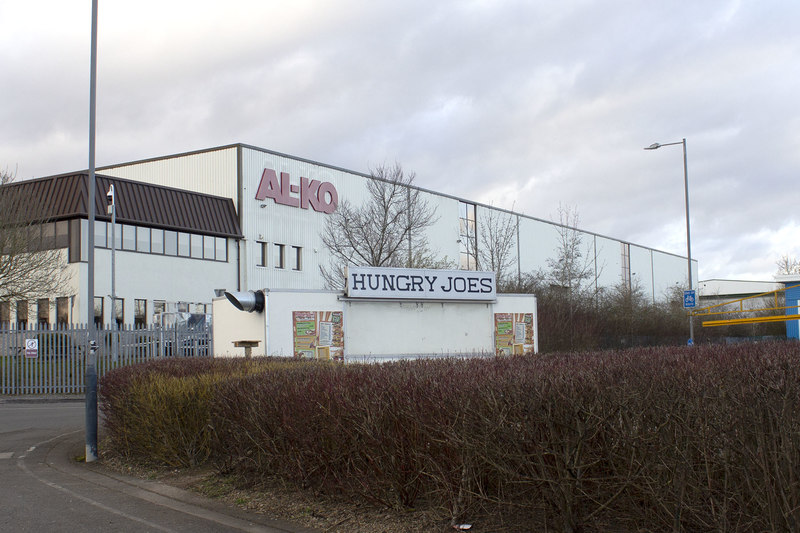
Офіс AL-KO у місті Саутем

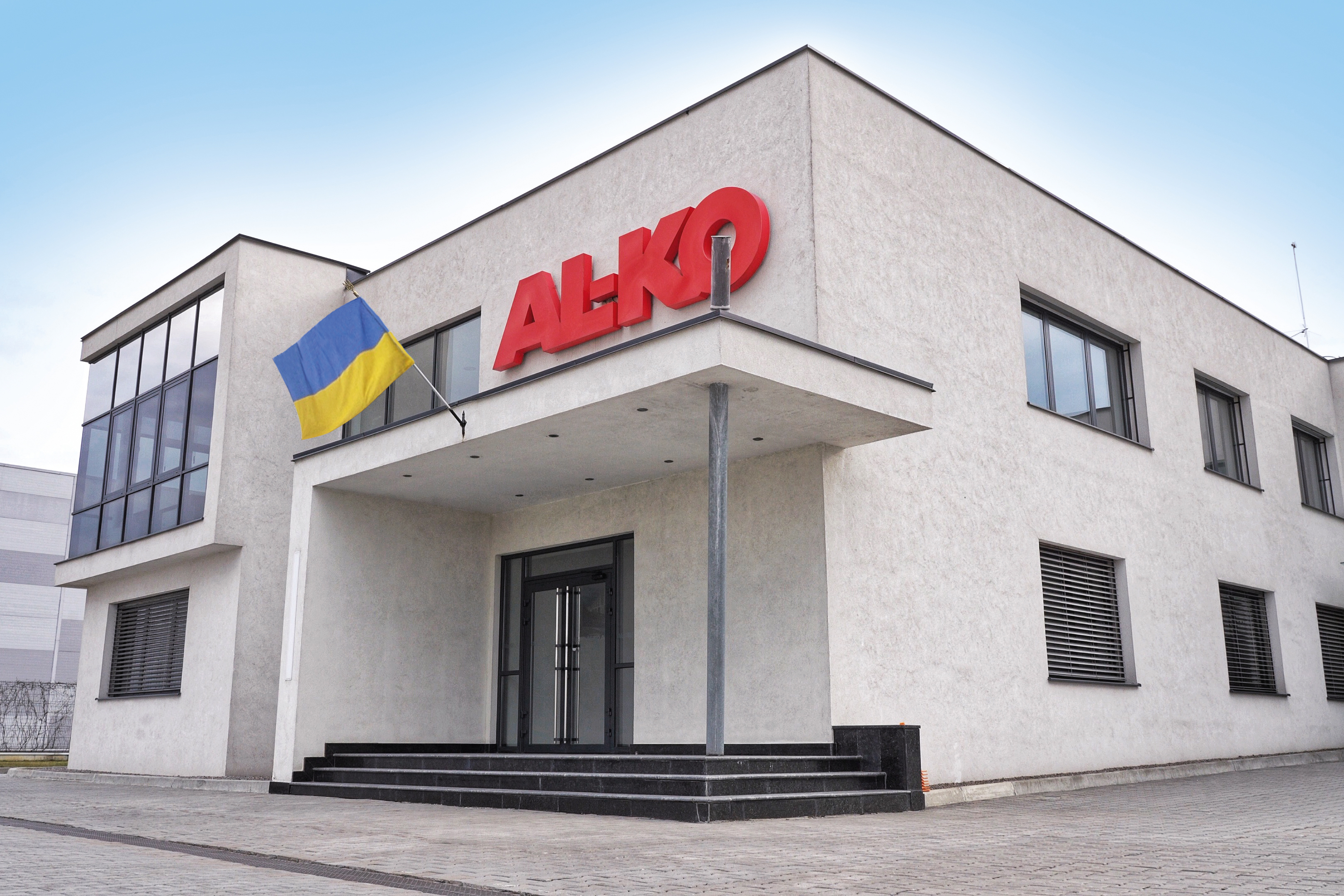
Офіс представництва компанії AL-KO в Україні

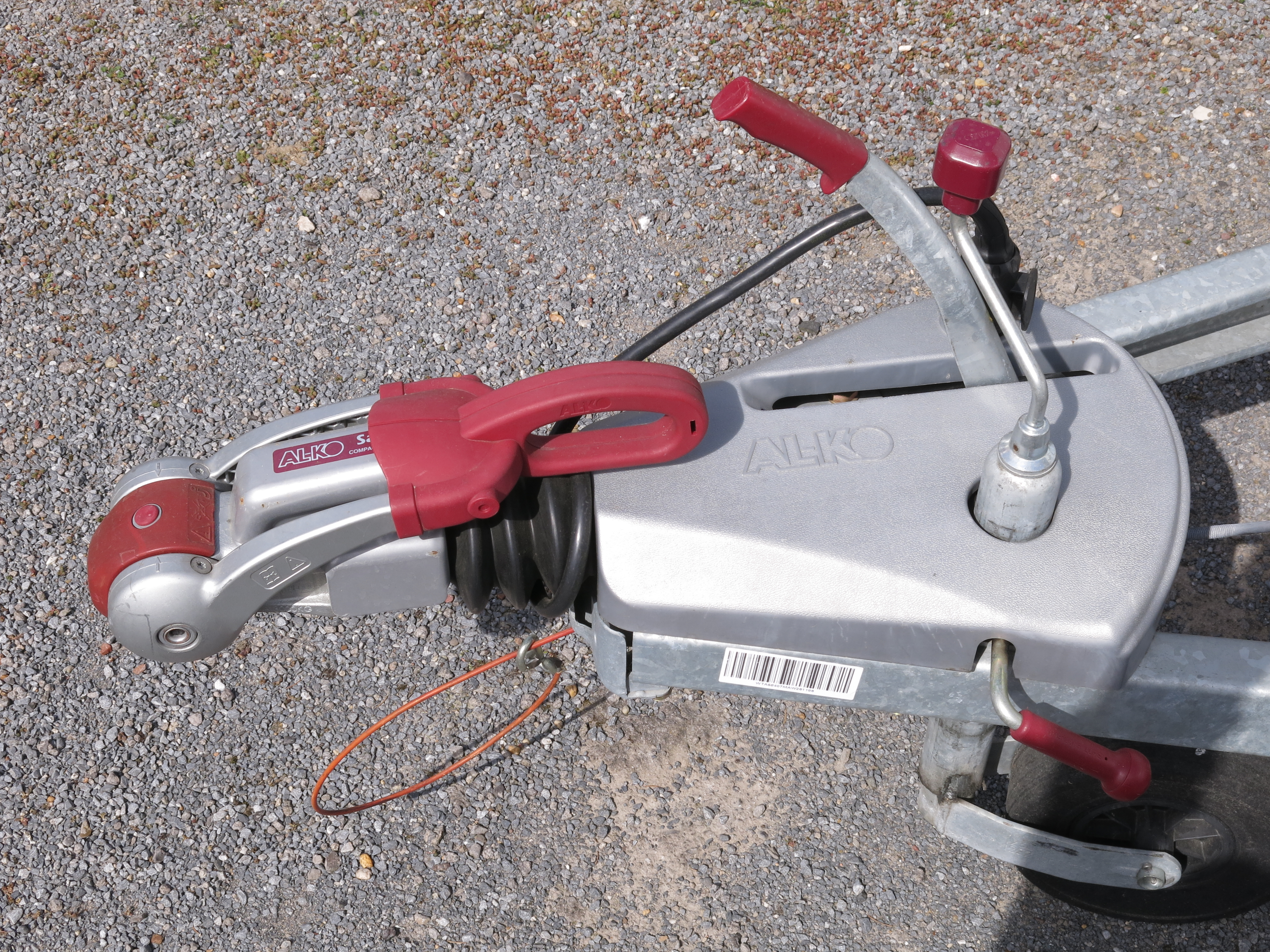
Зчіпний пристрій AL-KO для причепа

1931 року Алоїс Кобер (1908-1996) заснував компанію AL-KO, як невелику кузню в Гроскеці на кордоні Баварії та Швабії.
1952 року розпочалось виробництво важелів ручного гальма.
1961 року відкрита філія в Австрії.
1966 року розпочалось виробництво газонокосарок.
1967 року розпочалось виробництво шестигранних гумово-джгутових торсіонних осей для причепів та автофургонів.
У 1970-х компанія AL-KO відкрила представництва в найбільших країнах Європи (Італія, Франція, Велика Британія, Швейцарія, Іспанія).
1975 року розпочалась підприємницька діяльність у сфері вентиляційного обладнання AL-KO Airtech.
1994 року засновано перше підприємство AL-KO в Китаї.
2003 року відкрито представництво AL-KO в Латвії.
2004 року відкрито представництво AL-KO в Україні, ТОВ «АЛ-КО Кобер».
2012 року представлена перша роботизована газонокосарка Robolinho.
2014 року компанія AL-KO придбала компанію з виробництва садових інструментів Solo Kleinmotoren GmbH.
2016 року автомобільний підрозділ AL-KO Vehicle Technolo входить до складу американської компанії DexKo Global.
2017 року AL-KO стає частиною холдингу Primepulse.
2017 року компанія AL-KO придбала новозеландського виробника садових інструментів Masport.
2022 року вентиляційний підрозділ AL-KO Air Technology продано компанії Trane Technologies.

## AL-KO в Україні
Представництво AL-KO в Україні було відкрито 2004 року. Цей регіональний офіс представлений компанією ТОВ «АЛ-КО Кобер». Зона відповідальності українського представництва AL-KO 2021 року включала 10 країн: Україна, Білорусь, Молдова, Латвія, Литва, Естонія, Азербайджан, Вірменія, Грузія, Туркменістан.
ТОВ «АЛ-КО Кобер» неодноразово входила до офіційного реєстру надійних підприємств і кращих постачальників товарів та послуг «Вибір споживача» та «Компанія року», який веде «Всеукраїнський галузево-аналітичний центр».

## Підрозділи AL-KO

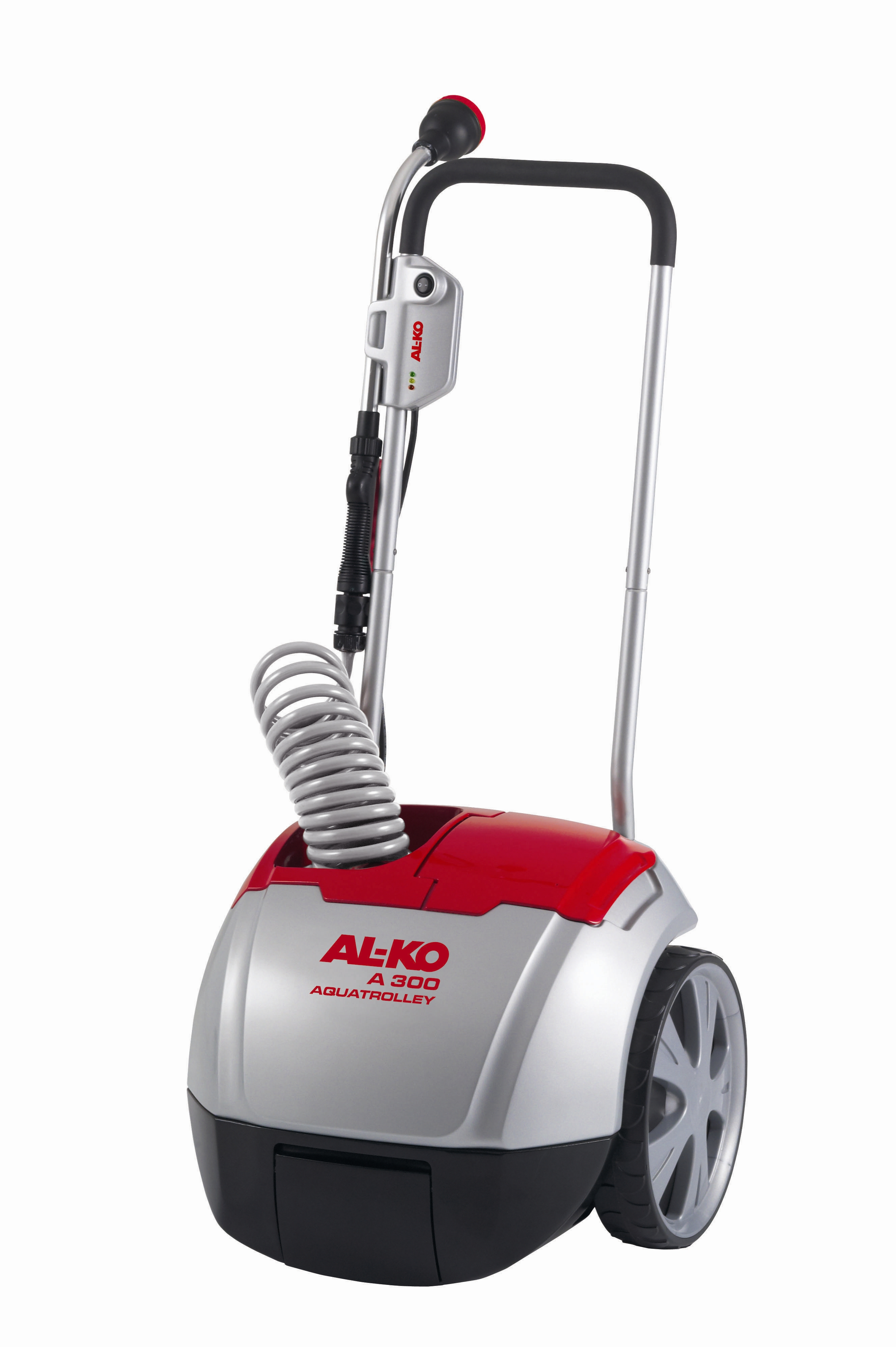
Мобільна ємність для поливу (знято з виробництва)

### Садова техніка AL-KO
Підрозділ садової техніки (AL-KO Gardentech) включає потужності з виробництва техніки для догляду за газоном, техніки для догляду за садом та городом, техніки для водойм та ставків та зимової техніки. Цей підрозділ виробляє моторизоване садове обладнання, таке як газонокосарки, газонні трактори, роботи-газонокосарки, кущорізи, бензопили та насоси.

### Автопричіпна техніка AL-KO
Продукція автопричіпного підрозділу (AL-KO Automotive) охоплює виробництво й обробку різних металів, штампованих деталей, шарнірів і зварних вузлів для автомобільної промисловості (в першу чергу, це комплектувальні для легкових автопричепів, автофургонів та житлових трейлерів). Потужності компанії представлено брендом AL-KO Vehicle Technology.

### Вентиляційна техніка AL-KO (до 2022 року)
Компанія AL-KO Therm GmbH, що розташована в німецькому місті Єттінген-Шеппах, є ядром підрозділу з виробництва обладнання для вентиляції та кондиціонування повітря (AL-KO Airtech). Тут виробляються модульні установки для кондиціонування повітря для різних областей застосування. 2022 року AL-KO Air Technology була придбана виробником кондиціонерів Trane Technologies.

## Завод AL-KO в Австрії
Значна частина садової техніки AL-KO виробляється на заводі площею 30 000 м² в місті Обдах, Австрія.

## Зовнішні посилання
- Primepulse SE
- DexKo Global
- Cancom SE
- AL-KO Vehicle Technology
- AL-KO Air Technology
- Сертифікований партнер Al-Ko Garden в Україні